# 埃克高地诺伊豪森
埃克高地诺伊豪森是德国巴登-符腾堡州的一个市镇。总面积46.24平方公里，总人口3824人，其中男性1915人，女性1909人（2011年12月31日），人口密度83人/平方公里。

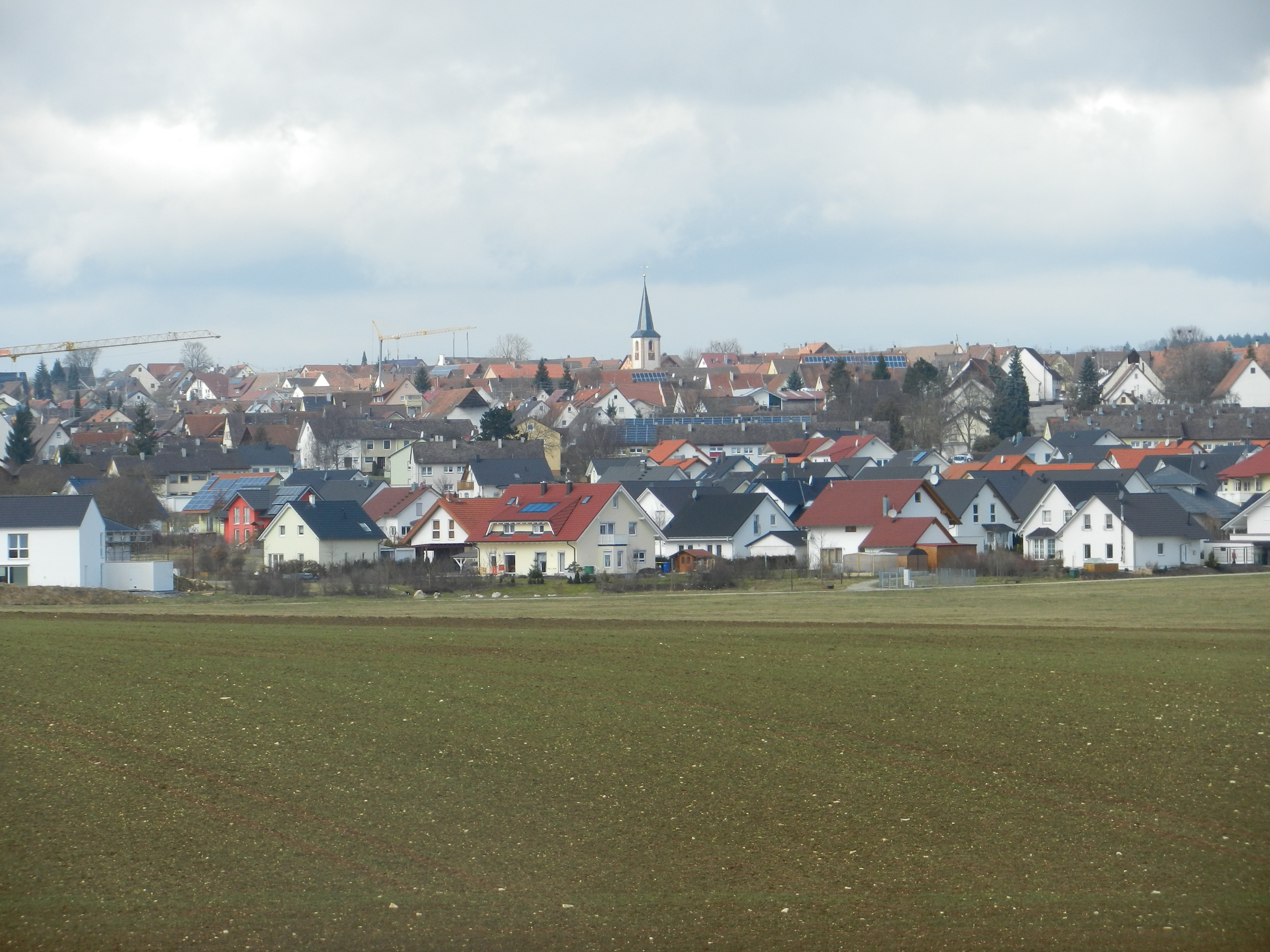
Neuhausen ob Eck